# Breanna Stewart
Breanna Mackenzie Stewart (geboortenaam:Baldwin), (Syracuse, 27 augustus 1994) is een Amerikaans professioneel basketbalspeelster, onder meer in de WNBA. Stewart won  3 olympische gouden medailles; ze won met de Amerikaanse ploeg de gouden medaille in 2016, de gouden medaille in 2020 en de gouden medaille in 2024.
1 Crystal Langhorne · 
2 Mercedes Russell · 
3 Courtney Paris · 
6 Natasha Howard · 
10 Sue Bird · 
22 Jordin Canada · 
23 Kaleena Mosqueda-Lewis · 
24 Jewell Loyd · 
30 Breanna Stewart · 
32 Alysha Clark · 
33 Sami Whitcomb · 
45 Noelle Quinn · 
Coach Dan Hughes
0 Ezi Magbegor · 
1 Crystal Langhorne · 
2 Mercedes Russell · 
3 Morgan Tuck · 
6 Natasha Howard · 
10 Sue Bird · 
11 Epiphanny Prince · 
21 Jordin Canada · 
24 Jewell Loyd · 
30 Breanna Stewart · 
32 Alysha Clark · 
33 Sami Whitcomb · 
Coach Gary Kloppenburg
0 Jaylyn Sherrod · 
1 Marquesha Davis · 
2 Kennedy Burke · 
5 Kayla Thornton · 
8 Nyara Sabally · 
13 Leonie Fiebich · 
18 Ivana Dojkić · 
20 Sabrina Ionescu · 
22 Courtney Vandersloot · 
30 Breanna Stewart · 
35 Jonquel Jones · 
44 Betnijah Laney-Hamilton · 
Coach Sandy Brondello
- International Standard Name Identifier: 0000 0004 9919 318X
- Library of Congress Control Number: no2018049819
- Virtual International Authority File: 5130152502933610800003
- WorldCat: E39PBJwXdbXx48PbbFwfmpg3Qq